# میدوی، شهرستان الکارت، ایندیانا
میدوی (به انگلیسی: Midway) یک منطقهٔ مسکونی در ایالات متحده آمریکا است که در شهرستان الخارت، ایندیانا واقع شده‌است. میدوی ۲۳۸٫۹۷ متر بالاتر از سطح دریا واقع شده‌است.